# Barbus barnardi
Barbus barnardi är en fiskart som beskrevs av Jubb, 1965. Barbus barnardi ingår i släktet Barbus och familjen karpfiskar. IUCN kategoriserar arten globalt som livskraftig. Inga underarter finns listade.